# Ramberget, Hisingen

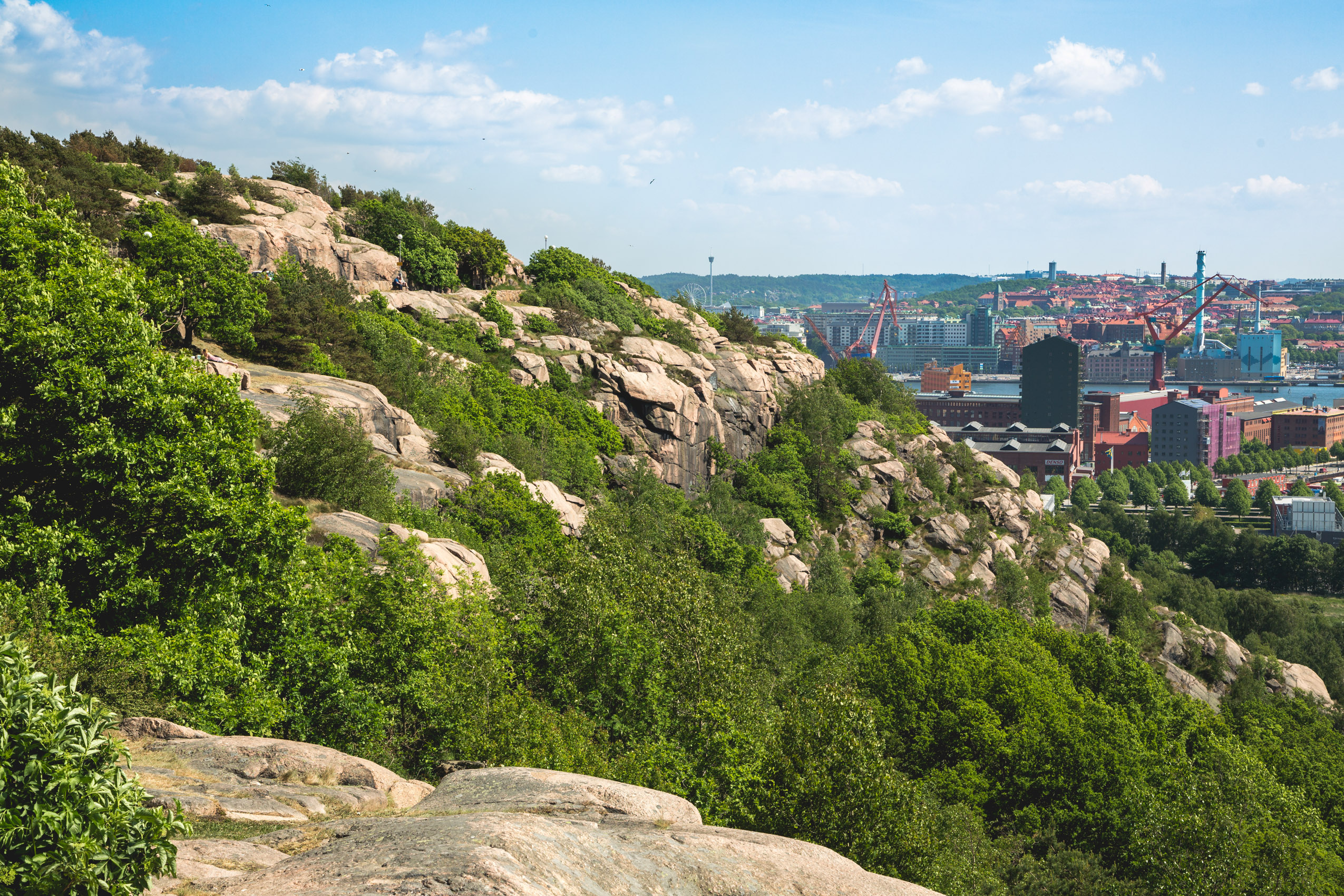
Uppifrån Ramberget. Vy i ostlig riktning.

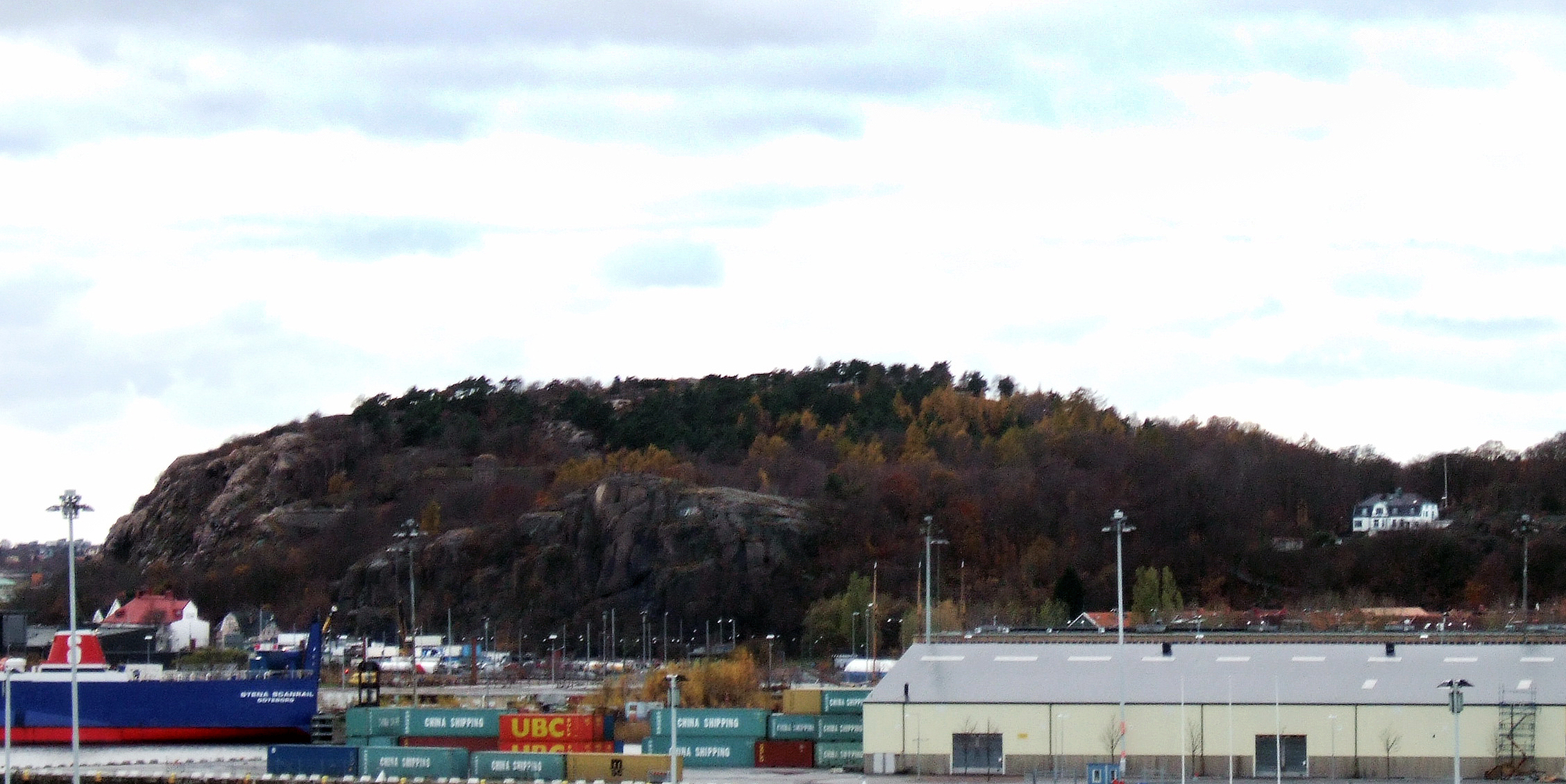
Ramberget sett från Götaälvbron, med "Ättestupan" till vänster och början på lilla Ramberget till höger. I förgrunden Frihamnen

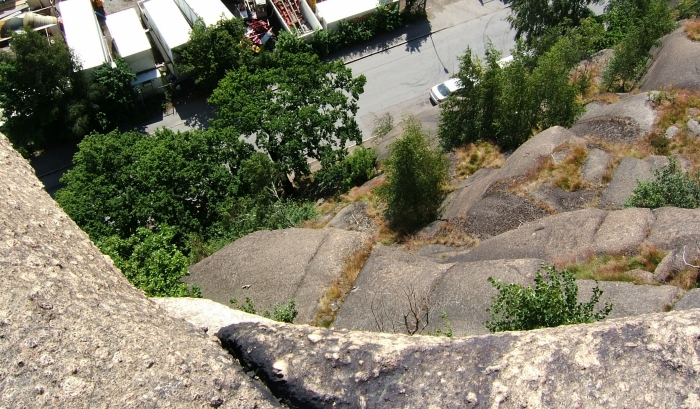
Vy sedd uppifrån Ramberget vid "Ättestupan", ner mot Herkulesgatan.

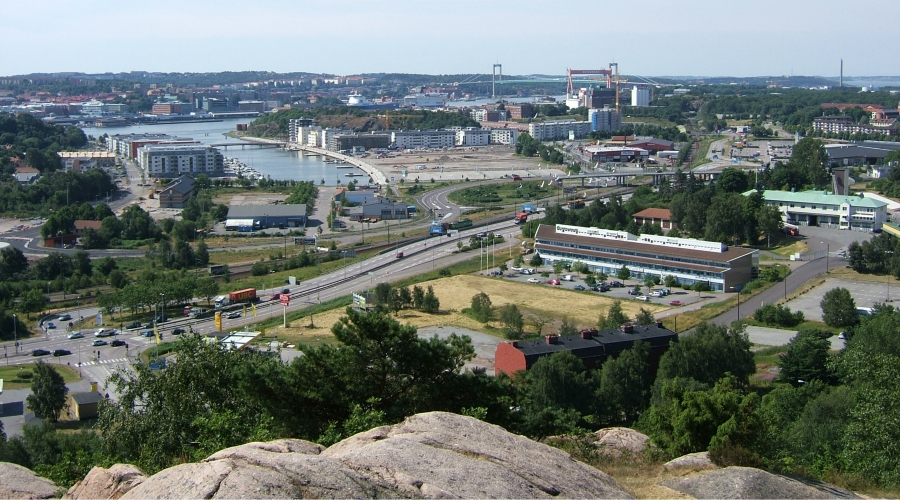
Vy mot sydvästra Göteborg från Ramberget med Älvsborgsbron i fonden.

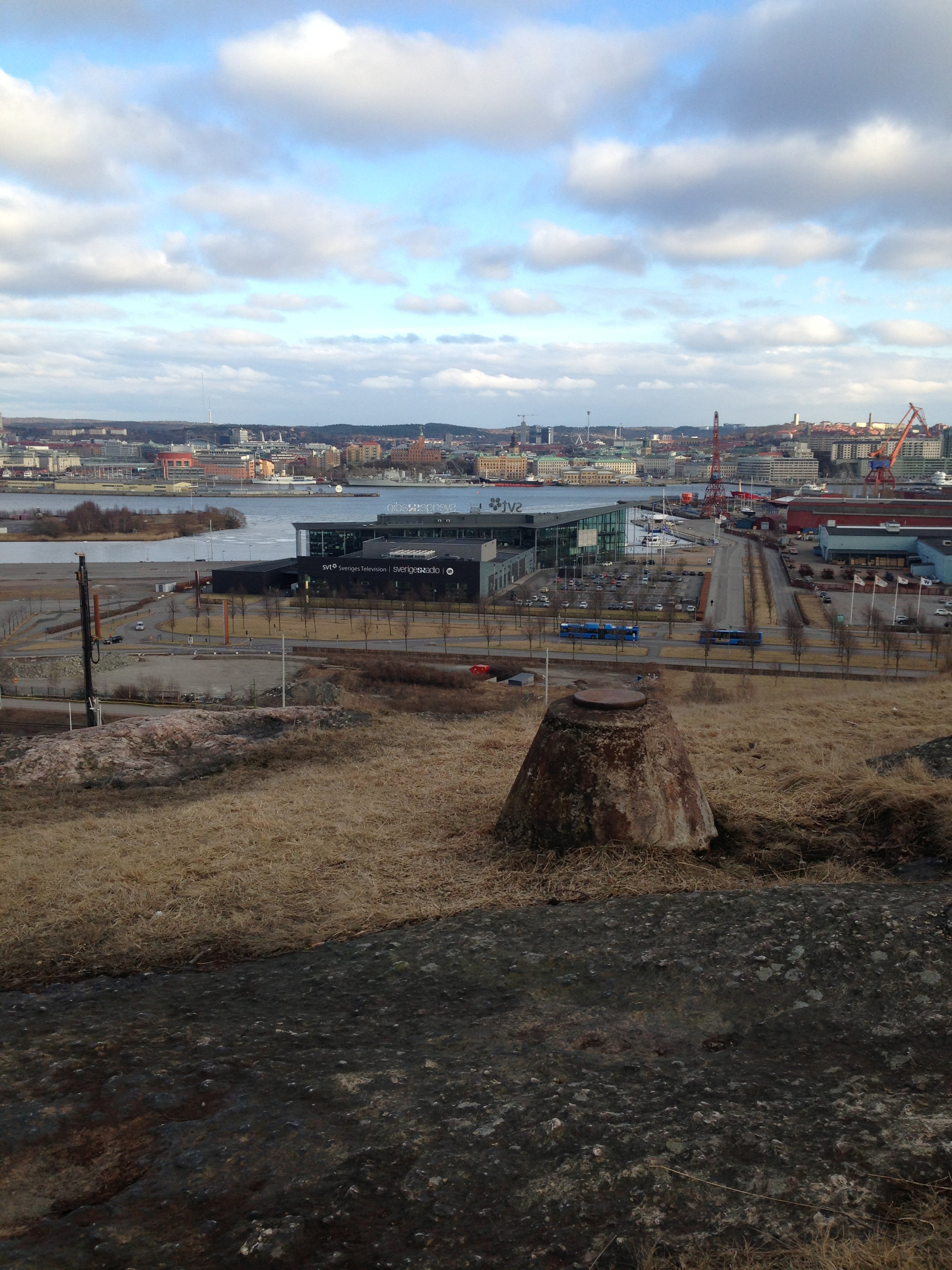
Kanalhuset

Ramberget (uttalas med kort a) är ett berg på ön Hisingen i Göteborg. Berget och området i dess närhet utgör Keillers park och är ett välbesökt turistmål. Inom parken finns egentligen två olika höjder, dels Stora Ramberget (87 meter över havet) med området Ättestupan i sin sydöstra del samt Lilla Ramberget (49 meter över havet), som är den bergås som sträcker sig från Rambergsvägens början och norrut, cirka 750 meter. Båda dessa höjder fungerar som utsiktsplatser och har bänkar med mera, och man kan dessutom köra bil hela vägen upp till toppen av Ramberget. Parken har vid ett antal tillfällen expanderats och är idag över 31 hektar stor. Stora Ramberget består av gnejsgranit och Lilla Ramberget av ögongnejs.

## Historia
Ramberget fick sin karaktäristiska form under istiden för 12 000 år sen, och är nu en rest av den bergrygg av röd Göteborgsgnejs, åt öster övergående i ögongnejs, som en gång löpte fram mellan Slottsskogsbergen i söder och Bjurslätts-Grimbobergen i norr. Nordostsluttningen är flack medan sydvästsidan har ett högre stup som syns tydligt ifrån älven. Inlandsisen har lämnat spår både i berghällarna och i form av flyttblock i området. Den cirka 2 000 meter tjocka isen flyttade sig från nordost till sydväst, skavde på bergets nordöstra sida och formade ett sluttande plan upp mot bergets topp. Isen tog med sig stora stenar ur bergväggen under sin fortsatta väg över bergets läsida i söder och sydväst. En sluttande sida lämplig för körväg och en brant sida, den så kallade 'ättestupan', blev resultatet.
Ramberget har fått sitt namn av gammalsvenskans ord "rám" eller "ravn" som betyder korp och än idag häckar korpen på Ramberget. Fram till början av 1800-talet, då man fortfarande i stor utsträckning använde ved som bränsle, fanns det inte ett träd på hela Ramberget vilket istället var täckt med ljung. Under mitten av 1800-talet startades flera projekt för att återplantera träd på Ramberget. Man planterade då bland annat en bokskog som utgör den centrala vegetationen i parken idag. Här finns även lärkträd och högre upp mot toppen växer tallar och mindre ekar.
Högst upp på Ramberget fanns ännu i mitten av 1950-talet ett utsiktstorn, som uppfördes under andra världskriget för militära ändamål. År 1949 byggdes ett utsiktsbord med pilar på diverse sevärdheter som kan beskådas från berget. Detta utsiktsbord kompletterades 1997 med en mur som även omnämner en del senare tillkomna landmärken. Den 26 september 1905 drabbades Ramberget av ett kraftigt jordskred, då en kilometerlång spricka bildades från Klockaregården i norr till Ättestupan i söder. Sättningsskadorna blev svåra för många hus, men inga personskador rapporterades.
En så kallad fångstboplats från yngre stenåldern har varit känd i närmare 200 år. Boplatsen ligger på den nordöstra sluttningen av Lilla Ramberget och kallas för Sellmans villa.
År 1910 anlades en vattenreservoar efter ritningar av göteborgsarkitekten Yngve Rasmussen på cirka 60 meters höjd på bergets sydöstra del, där Rambergvägen går upp från Herkulesgatan. Det var då Lundby fick sin kommunala vattenledning. James Keiller ville att Lundbyborna skulle ha bra dricksvatten, och i donationsbestämmelserna står det att staden får anlägga en vattenreservoar inom parkens område.  Byggnaden finns fortfarande kvar.
'Rambergsängen' var namnet på ängarna söder om AB Volvos huvudkontor VGHQ (tidigare VLH).
På den östra sluttningen av Lilla Ramberget låg "Sellmans villa", senare "Marieberg N:o I, Ramberga Litt. A" eller "Ideberg".

## Rambergsgubben
I gamla tider berättades sagan om Rambergsgubben: "Han var god vän med jätten Godhemsgubben, ända tills folket i bygden börjat anta den kristna läran och därför skulle bygga en kyrka. Folket vände sig därför till Rambergsgubben och bad att få ta sten till kyrkbygget från hans berg. Det kunde han absolut inte gå med på, eftersom ingen jätte kunde tänka sig en kristen kyrka i sin närhet. Eftersom man inte fick någon sten av Rambergsgubben, bestämde man sig för att uppföra kyrkan på andra sidan älven. I Godhemsgubbens berg började man därför att bryta sten. Men då han insåg vad de höll på med, lovade han att släppa till stenen samt transportera den, bara de byggde kyrkan på sin sida av älven. Detta blev man överens om. Men då Godhemsjätten en dag kom körande med ett stort lass sten utför berget, fick Rambergsgubben se honom och blev så arg, att han tog ett stort klippblock och kastade efter Godhemsjätten och hans vagn. Oxarna slogs ihjäl och vagnen krossades. Klippblocket ligger fortfarande kvar. Godhemsjätten blev nu rasande och gick längre upp på berget, där han tog toppen av en stor klippa som han kastade rakt emot Rambergsgubben. Klippstycket träffade Ramberget med sådan kraft, att det sprack. 'Jättestenen', som den kallas, finns fortfarande till beskådande."

## Keillers park

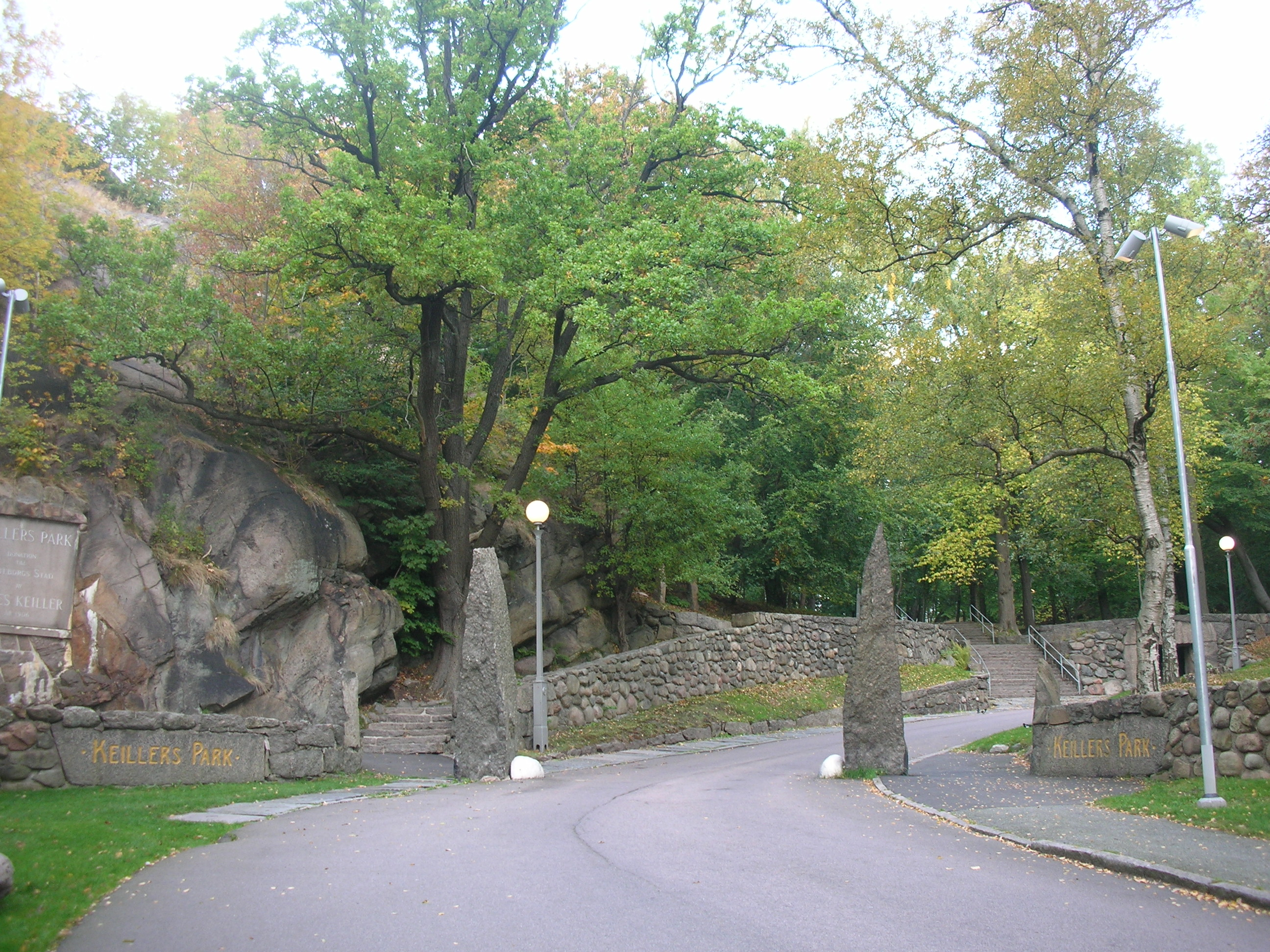
Keillers parks södra entré, oktober 2015.

Redan under medeltiden utgjorde Ramberget betesmark som nyttjades av bönderna i Lundby, med resultatet att berget blev avskalat. Många försök har därför gjorts under åren för att förse det kala Ramberget med skog, och mot slutet av 1850-talet fick detta kraftigt stöd av grosshandlare P. Dickson, som lät Hushållningssällskapet förfoga över 3 600 riksdaler för ändamålet. Ramberget fick då planteringar och stängsel utförda, och var därför vid donationstillfället 1906 åtminstone delvis skogbevuxet, men även i behov av gallring. Ett protokoll från 1907 säger att överträdgårdsmästaren Th. Ohlson i Slottsskogen givits uppdraget att "verkställa gallring av träden i parken". Ytterligare planteringar gjordes av främst skolbarn, och i ett protokoll från oktober 1922 sägs att skolbarn "fått utföra plantering av omkring 1000 plantor av ek och rönn på Rambergets norra sida". I ett protokoll från september 1936, berättas att 3 skolklasser varit verksamma med skogsplantering och att man för resor till parken utbetalat 5 kronor per klass. En parkvakt anställdes som främst svarade för ordning och renhållning, och för parkens utformning anlitades arkitekten Eugen Thorburn som utarbetade förslag till parkens detaljplanering, på arvodesbasis. Detta arbete pågick under ett tjugotal år och gällde bland annat vägdragningar, trappor, entrépartier och smärre byggnader.
Större delen av norra älvstranden, inklusive området kring Ramberget, ägdes i början av 1900-talet av familjen Keiller. Alexander Keiller, som kom till Göteborg ifrån Skottland, hade under 1840-talet startat en mekanisk verkstad som senare kom att utvecklas till varvskoncernen Götaverken. Under lågkonjunkturen på 1860-talet gick bolaget dock i konkurs och efter en omorganisation blev Alexanders son James Keiller ny chef. Efter en del motgångar, bland annat en svår brand 1898, så bestämde sig James för att dra sig tillbaka från affärerna. År 1906 sålde han nästan hela verksamheten och donerade samtidigt området kring Ramberget till Göteborgs stad, med villkoret att området skulle användas till och förbli en naturpark. I gåvobrevet av den 28 november 1906 står att endast byggnader som är till "för parkens vård eller den besökande allmänhetens trefnad" får uppföras, med undantag för vattenreservoarer. Den donerade marken utgjorde ett fjärdedels mantal Hallen i Lundby, i huvudsak Ramberget. Villkoren var bland annat att området skulle av staden ordnas till en allmän park samt för all framtid underhållas och vårdas såsom sådan under benämningen Keillers park. I donationstionsbestämmelserna föreskrivs att parken skall förvaltas av en av stadsfullmäktige utsedd styrelse på 3 ledamöter och 2 suppleanter.
Keillers park designades i nationalromantisk stil, delvis av Eugen Thorburn, som även ritat Kungsportsbron i centrala Göteborg. Parken kunde invigas den 3 oktober 1908. Göteborgs Handels- och Sjöfartstidning hade den 5 oktober en artikel från invigningen:
INVIGNING AV KEILLERS PARK försiggick i lördags i närvaro af medlemmar ur stadsfullmäktige, funktionärer från Lundby och gamla staden, m fl inbjudne samt skaror af den nya stadsdelens innevånare, hvilka vetskapen om invigningen lockat upp till parken. [...] Uppe i parken hälsade ingeniören J Keiller j:r de närvarande välkomna och meddelade att parkstyrelsen ansett det lämpligast att redan nu öppna tillträdet till parken för allmänheten, ehuru fortfarande det mesta af arbetet med parkens iordningställande återstår att utföra. [...] Något tillfälle att beundra den vackra utsikt, som eljest erbjudes härifrån gafs dock icke nu. Den täta dimman insvepte allt i sin ogenomträngliga slöja. man återvände ned i parkens träddungar där ett tusental af Lundby folkskolebarn med blågula fanor i händerna, hvilka redan vid inträdet i parken bildat häck å ömse sidor af vägen, sjöngo 'Du gamla, du fria'. [...] V. ordförande hr Axel Carlander tog till orda, framhållande att donator genom denna sin gåfva till samhället rest sig ett vackrare och varaktigare minnesmärke än något af sten eller brons skulle kunnat blifva, ett minnesmärke som kommer många släkten efter detta till godo. Med uttalandet af sin önskan att parken måtte medföra nytta och glädje under långa tider förklarade tal. därpå 'Keillers park' öppnad. Direktör C Hj Setterberg utbragte ett fyrfaldigt lefve för donator, ingeniör L Keiller s:r, hvarefter återvägen ned till vagnarne anträddes. Såväl vid inträdet i parken som när sällskapet lämnade densamma hälsades det med dånande salut, som ekade mellan bärgssidorna.
Parken har sedermera utvidgats med områden, som dels skänkts till staden och dels förvärvats av staden. Den utvidgades 1912 och 1915 i nordlig och västlig riktning tack vare pengar från Charles Felix Lindbergs donationsfond och omfattar idag cirka 31 hektar.
Dess nationalromantiska utformning präglas tidstypiskt av flera kraftfulla stenmonument, stenmurar och dylikt. Eftersom James Keiller var en mycket god vän till diktaren Albert Ulrik Bååth finns en speciell sten med en av dennes dikter som inskription. Dikten är skriven i det isländska versmåttet ljodahattr och lyder:
| ” | Må ung och gammal i grönskan trivas. Vinne de styrka i hvilostund. Råde här glädje och ädel gamman. Hållas i helgd må hällar och lund. | „ |

## Se även

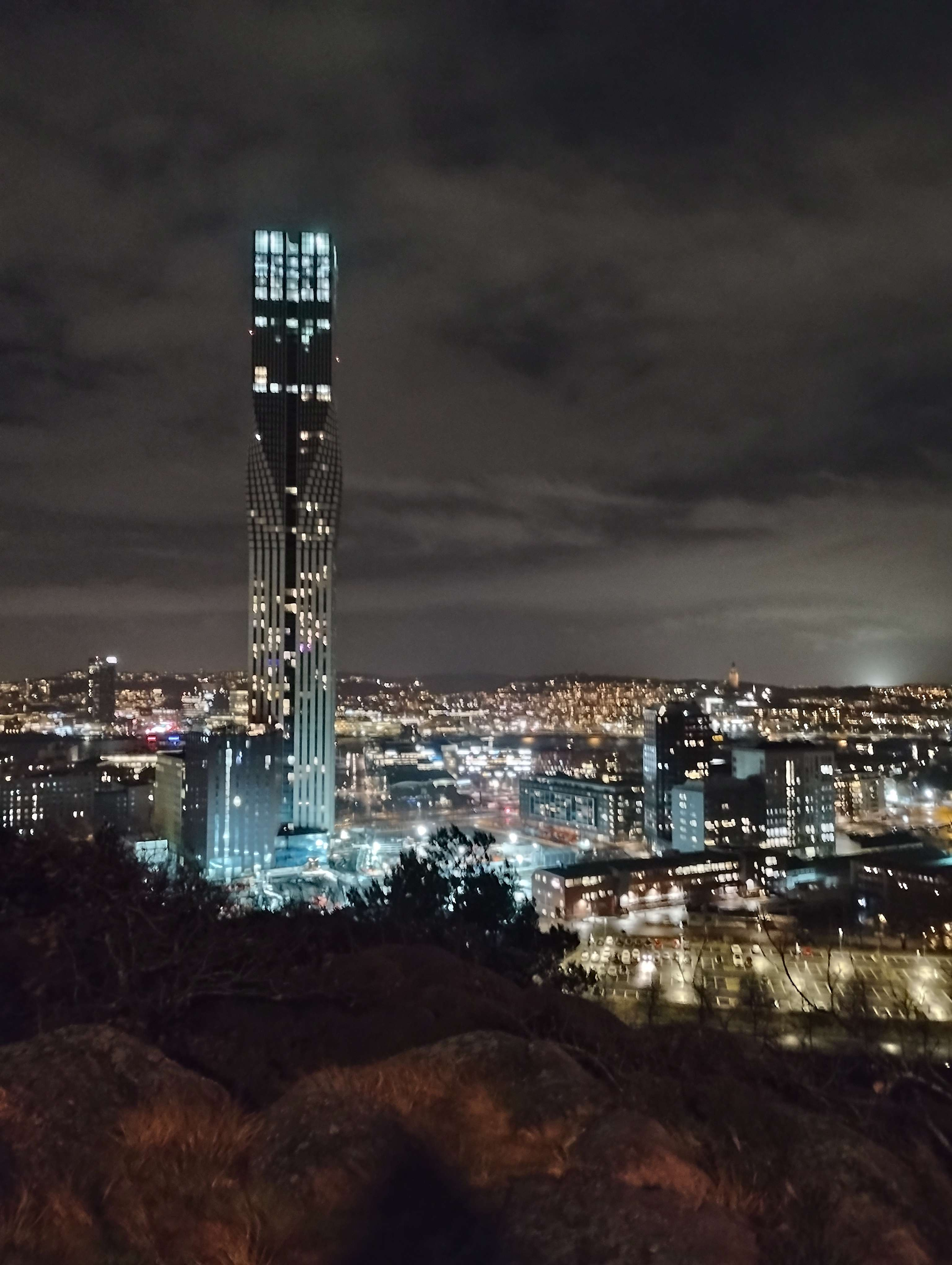
Vy från bergets sydvästra sida, mot Lindholmen. December 2023. På bilden ser man Karlatornet.